# Триградська ущелина

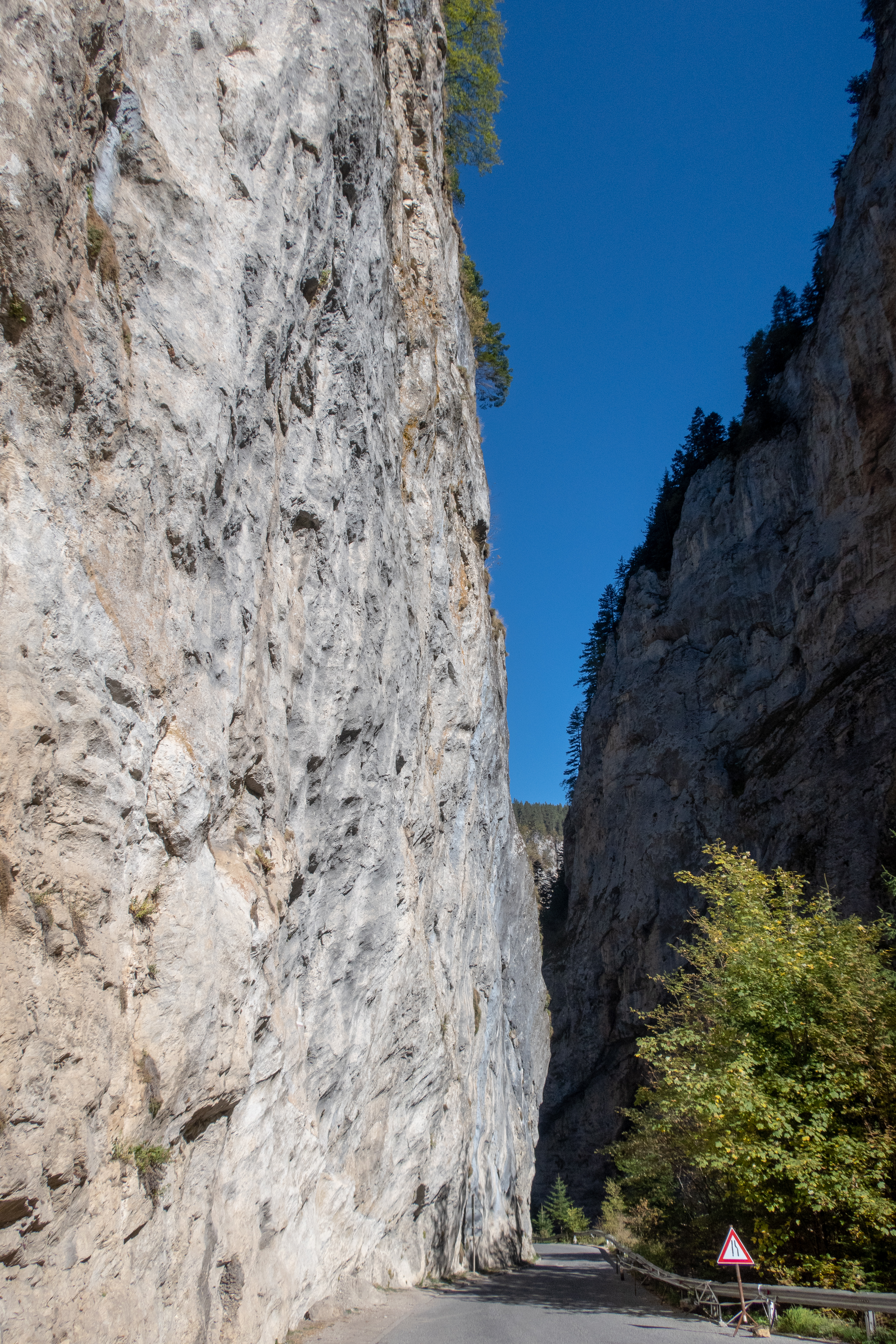
Вигляд на Триградську ущелину

41°37′0″ пн. ш. 24°22′45″ сх. д. / 41.61667° пн. ш. 24.37917° сх. д.
Триградська ущелина (болг. Триградско ждрело) — це каньйон вертикальних мармурових порід у Родопах. Він знаходиться в Смолянській області, одній з найпівденніших провінцій Болгарії.
Ущелина охоплює хід річки Триград, яка занурюється в печеру Диявольське горло і через 530 м з'являється як велике карстове джерело. Пізніше вона впадає в річку Буйновську.
Західна стіна ущелини сягає 300 м у висоту, а східна — до 300—350 м. Спочатку дві стіни знаходяться на відстані близько 300 м, але у північній частині ущелина звужується приблизно до 100 м. Ущелина знаходиться у 1.2 км з села Триград на висоті 1450 м над рівнем моря і має загальну довжину 7 км, з яких власне ущелина складається з 2-3 км.
Для збереження рідкісних і ендемічних видів рослин і тварин, а також для охорони природних місць існування, у 1963 році було створено природоохоронну територію Триградська ущелина.

## Туризм

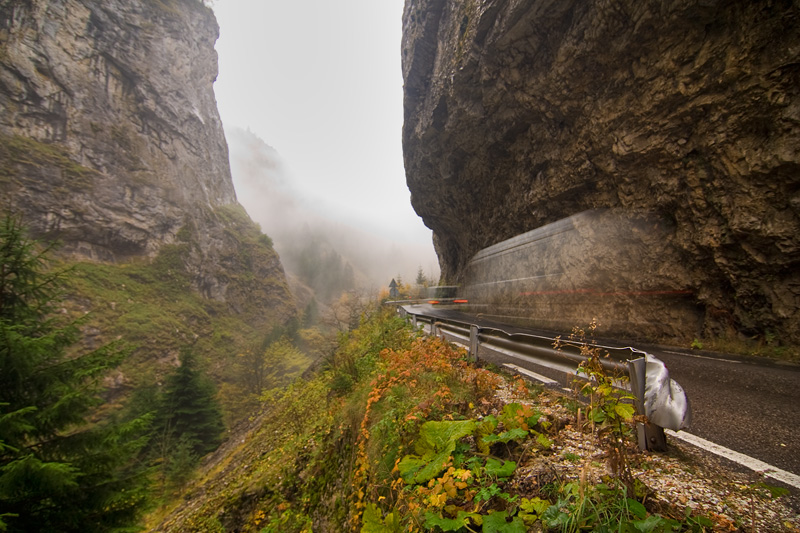
Триградська ущелина восени

Триградська ущелина є частиною 100 туристичних об'єктів Болгарії (88 місце). Основною пам'яткою ущелини є дивовижна печера Диявольського горла, яка розташована на лівому (західному) схилі. На його східному схилі є ще одна знаменита печера — Харамійский отвір. Близько 500 м перед початком ущелини знаходяться Триградські скелі, а біля них єдиний в Болгарії «Музей ведмедя».

## Відзнака
Триградський розрив на острові Лівінгстон на Південних Шетландських островах, Антарктида, названий на честь поселення Триград і ущелини.